# Human (álbum de Death)
Human es el cuarto álbum de estudio de la banda estadounidense de death metal Death. Fue producido por Scott Burns y por el líder de dicha agrupación Chuck Schuldiner. Fue editado bajo el sello Relativity Records en el año 1991. Las letras de las canciones son más introspectivas al compararse con la temática gore de Scream Bloody Gore y Leprosy o con el comentario social de Spiritual Healing. Este nuevo estilo continuaría evolucionando en los siguientes álbumes de Death.
El bajista Steve DiGiorgio dejó la banda después de grabar este álbum (pero regresaría de nuevo para grabar Individual Thought Patterns). Fue reemplazado por Scott Carino, quien estuvo de tour con la banda en 1991 y 1992. Carino grabó unos segundos del bajo en "Cosmic Sea", mientras que el resto de la canción (incluyendo el solo de bajo) fue grabado por DiGiorgio. Este álbum también cuenta con la participación del guitarrista Paul Masvidal y el baterista Sean Reinert.
En 2011, Relapse Records reeditó el álbum para conmemorar el 20º aniversario de la publicación del álbum. Esta edición incluye el álbum original remasterizado junto con dos discos adicionales.

## Listado de canciones
| N.º | Título                                                                                             | Duración |  |
| 1.  | «Flattening of Emotions»                                                                           | 4:28     |  |
| 2.  | «Suicide Machine»                                                                                  | 4:23     |  |
| 3.  | «Together as One»                                                                                  | 4:10     |  |
| 4.  | «Secret Face»                                                                                      | 4:39     |  |
| 5.  | «Lack of Comprehension»                                                                            | 3:43     |  |
| 6.  | «See Through Dreams»                                                                               | 4:39     |  |
| 7.  | «Cosmic Sea» (Instrumental)                                                                        | 4:27     |  |
| 8.  | «Vacant Planets»                                                                                   | 3:52     |  |
| 9.  | «God of Thunder» (Cover de Kiss como bonus track solo en versión japonesa y en la versión de lujo) | 4:00     |  |

| Pistas adicionales, edición de Relapse Records 2011 (disco 2) |                                              |          |  |
| N.º                                                           | Título                                       | Duración |  |
| 1.                                                            | «Flattening of Emotions» (instrumental)      | 4:54     |  |
| 2.                                                            | «Suicide Machine» (instrumental)             | 4:30     |  |
| 3.                                                            | «Together as One» (instrumental)             | 4:15     |  |
| 4.                                                            | «Secret Face» (instrumental)                 | 2:02     |  |
| 5.                                                            | «Secret Face - Part 2» (instrumental)        | 2:44     |  |
| 6.                                                            | «Lack of Comprehension» (instrumental)       | 3:46     |  |
| 7.                                                            | «Felt Good» (fragmento de estudio)           | 0:14     |  |
| 8.                                                            | «See Through Dreams» (instrumental)          | 1:37     |  |
| 9.                                                            | «See Through Dreams - Part 2» (instrumental) | 3:03     |  |
| 10.                                                           | «Vacant Planets» (instrumental)              | 3:59     |  |
| 11.                                                           | «Cosmic Sea» (instrumental)                  | 2:13     |  |
| 12.                                                           | «Cosmic Sea - Part 2» (instrumental)         | 2:03     |  |
| 13.                                                           | «God of Thunder» (instrumental)              | 4:05     |  |
| 14.                                                           | «Flattening of Emotions» (demo)              | 4:26     |  |
| 15.                                                           | «Lack of Comprehension» (demo)               | 3:48     |  |
| 16.                                                           | «Suicide Machine» (demo)                     | 4:31     |  |
| 17.                                                           | «Together as One» (demo)                     | 4:10     |  |
| 18.                                                           | «See Through Dreams» (demo)                  | 4:08     |  |
| 19.                                                           | «Secret Face» (demo)                         | 4:48     |  |
| 20.                                                           | «Vacant Planets» (demo)                      | 3:59     |  |

| Pistas adicionales, edición de Relapse Records 2011 (disco 3) |                                                           |          |  |
| N.º                                                           | Título                                                    | Duración |  |
| 1.                                                            | «See Through Dreams» (Paul y Sean, enero de 1991)         | 4:32     |  |
| 2.                                                            | «See Through Dreams» (toma 2, Paul y Sean, enero de 1991) | 4:34     |  |
| 3.                                                            | «Secret Face» (Paul - 1/2 canción, enero de 1991)         | 2:52     |  |
| 4.                                                            | «Secret Face» (toma 2, Paul, enero de 1991)               | 6:32     |  |
| 5.                                                            | «Secret Face» (riffs enero, 1991)                         | 3:47     |  |
| 6.                                                            | «Flattening of Emotions» (riffs enero, 1991)              | 3:15     |  |
| 7.                                                            | «Lack of Comprehension» (riffs enero, 1991)               | 2:43     |  |
| 8.                                                            | «Lack of Comprehension» (toma 2, riffs enero, 1991)       | 2:42     |  |
| 9.                                                            | «Cosmic Sea» (riffs con caja de ritmos, enero, 1991)      | 2:52     |  |
| 10.                                                           | «See Through Dreams» (ensayo agosto, 1990)                | 4:25     |  |
| 11.                                                           | «Suicide Machine» (ensayo agosto, 1990)                   | 4:42     |  |
| 12.                                                           | «Together as One» (ensayo agosto, 1990)                   | 4:27     |  |
| 13.                                                           | «Suicide Machine» (pista de bajo y batería)               | 4:25     |  |
| 14.                                                           | «Together as One» (pista de bajo y batería)               | 4:05     |  |
| 15.                                                           | «Secret Face» (pista de bajo y batería)                   | 4:37     |  |
| 16.                                                           | «Lack of Comprehension» (pista de bajo y batería)         | 3:38     |  |
| 17.                                                           | «Vacant Planets» (pista de bajo y batería)                | 3:53     |  |

## Créditos
- Chuck Schuldiner – guitarra líder, voz y producción musical
- Paul Masvidal – guitarra rítmica
- Steve DiGiorgio – bajo eléctrico fretless y teclado electrónico (en "Cosmic Sea")
- Sean Reinert – batería
- Scott Carino - bajo eléctrico adicional (en "Cosmic Sea")
- Scott Burns - producción musical y mezcla de audio
- Michael Fuller - masterización
- René Miville – arte gráfico
- Tim Hubbard – fotografía
- David Bett – dirección de arte gráfico
- Jacob Speis – maquetación
- Jim Morris - remezcla (reedición de 2011)
- Alan Douches - remasterización (reedición de 2011)

- Datos: Q849189